# لولوبة ذات رائحة
لولوبة ذات رائحة (الاسم العلمي: Spiranthes odorata) هو نوع من النباتات يتبع جنس اللولوبة من الفصيلة السحلبية.